# Pallanuoto ai Giochi della XXXI Olimpiade - Torneo maschile
Il torneo maschile pallanuoto ai Giochi della XXXI Olimpiade - Torneo maschile a Rio de Janeiro, Brasile, si è svolto dal 6 al 20 agosto 2016. Le partite sono state disputate al Centro Aquático Maria Lenk e all'Estádio Aquático Olímpico.

## Qualificate
| Area                     | Evento                   | Posti | Date                      | Sede       | Qualificate                    |
| ------------------------ | ------------------------ | ----- | ------------------------- | ---------- | ------------------------------ |
| Paese organizzatore      | Paese organizzatore      | 1     | 2 ottobre 2009            | Copenaghen | Brasile                        |
| FINA World League 2015   | FINA World League 2015   | 1     | 23 - 28 giugno 2015       | Bergamo    | Serbia                         |
| Campionati mondiali 2015 | Campionati mondiali 2015 | 2     | 27 luglio - 8 agosto 2015 | Kazan'     | Croazia Grecia                 |
| Americhe                 | Giochi panamericani 2015 | 1     | 7 - 15 luglio 2015        | Toronto    | Stati Uniti                    |
| Asia                     | Preolimpico asiatico     | 1     | 16 - 20 dicembre 2015     | Foshan     | Giappone                       |
| Europa                   | Campionato europeo 2016  | 1     | 10 - 23 gennaio 2016      | Belgrado   | Montenegro                     |
| Africa                   | -                        | 0     | -                         | -          | -                              |
| Oceania                  | -                        | 1     | -                         | -          | Australia                      |
| Preolimpico mondiale     | Preolimpico mondiale     | 4     | 3 - 10 aprile 2016        | Trieste    | Francia Italia Spagna Ungheria |

## Schede della Competizione
| G | Group stage | ¼ | Quarti di Finale | ½ | Semifinali | B | Finale terzo Posto | F | Finale |

| Evento/Data → | Sab 6 | Dom 7 | Lun 8 | Mar 9 | Mer 10 | Gio 11 | Ven 12 | Sab 13 | Dom 14 | Lun 15 | Mar 16 | Mer 17 | Gio 18 | Sab 20 | Sab 20 | Dom 21 | Dom 21 |
| ------------- | ----- | ----- | ----- | ----- | ------ | ------ | ------ | ------ | ------ | ------ | ------ | ------ | ------ | ------ | ------ | ------ | ------ |
| Uomini        | G     |       | G     |       | G      |        | G      |        | G      |        | ¼      |        | ½      |        |        | B      | F      |

## Fasce
Le fasce sono stato annunciate il 10 Aprile 2016.
| Pot 1          | Pot 2             | Pot 3                 | Pot 4            | Pot 5           | Pot 6          |
| -------------- | ----------------- | --------------------- | ---------------- | --------------- | -------------- |
| Serbia Croazia | Grecia Montenegro | Stati Uniti Australia | Francia Giappone | Ungheria Italia | Spagna Brasile |

## Arbitri
Di seguito la lista degli arbitri selezionati per i giochi olimpici.
- German Moller
- Daniel Flahive
- Mark Koganov
- Fabio Toffoli
- Marie-Claude Deslières
- Ni Shi Wei
- Nenad Peris
- Hatem Gaber
- Benjamin Mercier
- Georgios Stavridis
- Péter Molnár
- Masoud Rezvani
- Filippo Gomez
- Tadao Tahara
- Stanko Ivanovski
- Diana Dutilh-Dumas
- Radosław Koryzna
- Adrian Alexandrescu
- Sergey Naumov
- Vojin Putniković
- Boris Margeta
- Dion Willis
- Francesc Buch
- Joseph Peila

## Fase preliminare

### Gruppo A
| Pos. | Squadra   | Pt | G | V | N | P | GF | GS | DR  |
| ---- | --------- | -- | - | - | - | - | -- | -- | --- |
| 1    | Ungheria  | 7  | 5 | 2 | 3 | 0 | 57 | 43 | +14 |
| 2    | Grecia    | 6  | 5 | 2 | 2 | 1 | 41 | 40 | +1  |
| 3    | Brasile   | 6  | 5 | 3 | 0 | 2 | 40 | 39 | +1  |
| 4    | Serbia    | 6  | 5 | 2 | 2 | 1 | 49 | 44 | +5  |
| 5    | Australia | 5  | 5 | 2 | 1 | 2 | 44 | 40 | +4  |
| 6    | Giappone  | 0  | 5 | 0 | 0 | 5 | 36 | 61 | -25 |

| Gara | Data      | Ora   | Partita   | Partita | Partita   |
| ---- | --------- | ----- | --------- | ------- | --------- |
| 1    | 6 Agosto  | 9:00  | Serbia    | 13-13   | Ungheria  |
| 2    | 6 Agosto  | 13:00 | Grecia    | 8-7     | Giappone  |
| 3    | 6 Agosto  | 20:50 | Brasile   | 8-7     | Australia |
| 4    | 8 Agosto  | 9:00  | Serbia    | 9-9     | Grecia    |
| 5    | 8 Agosto  | 13:00 | Ungheria  | 9-9     | Australia |
| 6    | 8 Agosto  | 19:30 | Giappone  | 8-16    | Brasile   |
| 7    | 10 Agosto | 9:00  | Australia | 8-6     | Giappone  |
| 8    | 10 Agosto | 10:20 | Grecia    | 8-8     | Ungheria  |
| 9    | 10 Agosto | 19:30 | Brasile   | 6-5     | Serbia    |
| 10   | 12 Agosto | 9:00  | Ungheria  | 17-7    | Giappone  |
| 11   | 12 Agosto | 19:30 | Grecia    | 9-4     | Brasile   |
| 12   | 12 Agosto | 15:30 | Serbia    | 10-8    | Australia |
| 13   | 14 Agosto | 14:10 | Australia | 12-7    | Grecia    |
| 14   | 14 Agosto | 19:30 | Serbia    | 12-8    | Giappone  |
| 15   | 14 Agosto | 20:50 | Brasile   | 6-10    | Ungheria  |

### Gruppo B
| Pos. | Squadra     | Pt | G | V | N | P | GF | GS | DR  |
| ---- | ----------- | -- | - | - | - | - | -- | -- | --- |
| 1    | Spagna      | 7  | 5 | 3 | 1 | 1 | 46 | 35 | +11 |
| 2    | Croazia     | 6  | 5 | 3 | 0 | 2 | 37 | 37 | 0   |
| 3    | Italia      | 6  | 5 | 3 | 0 | 2 | 40 | 41 | -1  |
| 4    | Montenegro  | 5  | 5 | 2 | 1 | 2 | 36 | 32 | +4  |
| 5    | Stati Uniti | 4  | 5 | 2 | 0 | 3 | 35 | 35 | 0   |
| 6    | Francia     | 2  | 5 | 1 | 0 | 4 | 28 | 42 | -14 |

| Gara | Data      | Ora   | Partita     | Partita | Partita     |
| ---- | --------- | ----- | ----------- | ------- | ----------- |
| 1    | 6 Agosto  | 10:20 | Stati Uniti | 5-7     | Croazia     |
| 2    | 6 Agosto  | 11:40 | Spagna      | 8-9     | Italia      |
| 3    | 6 Agosto  | 19:30 | Francia     | 4-7     | Montenegro  |
| 4    | 8 Agosto  | 10:20 | Italia      | 11-8    | Francia     |
| 5    | 8 Agosto  | 11:40 | Stati Uniti | 9-10    | Spagna      |
| 6    | 8 Agosto  | 20:50 | Croazia     | 8-7     | Montenegro  |
| 7    | 10 Agosto | 11:40 | Francia     | 3-6     | Stati Uniti |
| 8    | 10 Agosto | 13:00 | Montenegro  | 5-6     | Italia      |
| 9    | 10 Agosto | 20:50 | Spagna      | 9-4     | Croazia     |
| 10   | 12 Agosto | 10:20 | Croazia     | 10-7    | Italia      |
| 11   | 12 Agosto | 11:40 | Stati Uniti | 5-8     | Montenegro  |
| 12   | 12 Agosto | 20:50 | Spagna      | 10-4    | Francia     |
| 13   | 14 Agosto | 12:50 | Montenegro  | 9-9     | Spagna      |
| 14   | 14 Agosto | 15:30 | Stati Uniti | 10-7    | Italia      |
| 15   | 14 Agosto | 16:50 | Francia     | 9-8     | Croazia     |

## Fase finale

### Tabellone
|  | Quarti di finale | Quarti di finale |                |        | Semifinali                | Semifinali                |  |  | Finale         | Finale |
|  |                  |                  |                |        |                           |                           |  |  |                |        |
|  | 16 agosto 2016   |                  |                |        |                           |                           |  |  |                |        |
|  |                  |                  |                |        |                           |                           |  |  |                |        |
|  | Ungheria         | 9 (2)            |                |        |                           |                           |  |  |                |        |
|  | Ungheria         | 9 (2)            | 18 agosto 2016 |        |                           |                           |  |  |                |        |
|  | Montenegro       | 9 (4)            |                |        |                           |                           |  |  |                |        |
|  | Montenegro       | 9 (4)            | Montenegro     | 8      |                           |                           |  |  |                |        |
|  | 16 agosto 2016   |                  | Montenegro     | 8      |                           |                           |  |  |                |        |
|  |                  | Croazia          | 12             |        |                           |                           |  |  |                |        |
|  | Brasile          | Croazia          | 12             | 6      |                           |                           |  |  |                |        |
|  | Brasile          |                  | 20 agosto 2016 | 6      |                           |                           |  |  |                |        |
|  | Croazia          | 10               |                |        |                           |                           |  |  |                |        |
|  | Croazia          | 10               | Croazia        | 7      |                           |                           |  |  |                |        |
|  | 16 agosto 2016   |                  | Croazia        | 7      |                           |                           |  |  |                |        |
|  |                  | Serbia           | 11             |        |                           |                           |  |  |                |        |
|  | Grecia           | Serbia           | 11             | 5      |                           |                           |  |  |                |        |
|  | Grecia           | 18 agosto 2016   |                | 5      |                           |                           |  |  |                |        |
|  | Italia           | 9                |                |        |                           |                           |  |  |                |        |
|  | Italia           | 9                | Italia         | 8      | Finale per il terzo posto | Finale per il terzo posto |  |  |                |        |
|  | 16 agosto 2016   |                  | Italia         | 8      | Finale per il terzo posto | Finale per il terzo posto |  |  |                |        |
|  |                  | Serbia           | 10             |        |                           |                           |  |  |                |        |
|  | Serbia           | Serbia           | 10             | 10     | Montenegro                | 10                        |  |  |                |        |
|  | Serbia           |                  |                | 10     | Montenegro                | 10                        |  |  |                |        |
|  | Spagna           | 7                |                | Italia | 12                        |                           |  |  |                |        |
|  | Spagna           | 7                |                |        | 12                        |                           |  |  |                |        |
|  |                  |                  |                |        |                           |                           |  |  | 20 agosto 2016 |        |
|  |                  |                  |                |        |                           |                           |  |  |                |        |

## Classifica finale
| Campione Olimpico | Campione Olimpico | Campione Olimpico |
| --- | ----------------- | --- |
| Serbia1 Pijetlović, 2 Mandić, 3 Gocić, 4 Ranđelović, 5 Ćuk, 6 Pijetlović, 7 Nikić, 8 Aleksić, 9 Jakšić, 10 Filipović, 11 Prlainović, 12 Mitrović, 13 Mitrović, CT: Dejan Savić |                   | |
| Argento | Croazia           | Croazia1 Pavić, 2 Burić, 3 Petković, 4 Lončar, 5 Joković, 6 Bukić, 7 García, 8 Bušlje, 9 Sukno, 10 Krapić, 11 Šetka, 12 Macan, 13 Bijač, CT: Ivica Tucak                                 |
| Bronzo | Italia            | Italia1 Tempesti, 2 Di Fulvio, 3 Gitto, 4 Figlioli, 5 Fondelli, 6 Velotto, 7 Nora, 8 Gallo, 9 N. Presciutti, 10 Bodegas, 11 Aicardi, 12 C. Presciutti, 13 Del Lungo, CT: Sandro Campagna |
| 4 | Montenegro        | |
| 5 | Ungheria          | |
| 6 | Grecia            | |
| 7 | Spagna            | |
| 8 | Brasile           | |
| 9 | Australia         | |
| 10 | Stati Uniti       | |
| 11 | Francia           | |
| 12 | Giappone          | |